# 凱米薩米語
凱米薩米語 是萨米语支中已经消亡的语言，原本通行在芬兰拉普兰的最南部地区，直至南部库萨莫的萨米人村落。
凯米萨米语有着一套复杂的本地变体，这使得它显著不同于其它萨米语，但它还是位于从伊纳里萨米语到斯科尔特萨米语的方言连续体中（根据地理位置的关系，有些凯米萨米语听起来像伊纳里萨米语，有些则像斯科尔特萨米语）。
凱米薩米語雖然已經消失超過100年，但仍然保留有一些記錄。

## 范例
主禱文的凯米萨米语文本保存如下（索丹屈莱的松皮奥村（Sompio））：